# دیوید چانگ
دیوید چانگ (장석호؛ زادهٔ ۵ اوت ۱۹۷۷) سرآشپز، رستوران‌دار، مؤلف و شخصیت تلویزیونی کره‌ای‌تبار اهل ایالات متحده آمریکا است. او بنیان‌گذار گروه سرمایه‌گذاری رستوران‌های موموفوکو است. رستوران «موموفوکو کو» در سال ۲۰۰۹ سه ستارهٔ میشلن دریافت کرد و تاکنون آن را حفظ کرده‌است. او در سال ۲۰۱۱، مجله غذایی تأثیرگذار «لاکی پیچ» را تأسیس کرد که انتشارش در ۲۵ جلد فصلنامه تا سال ۲۰۱۷ ادامه داشت. او خالق، تهیه‌کننده و مجری برنامهٔ تلویزیونی خوشمزه زشت نت‌فلیکس است که تولید تعدادی بیشتری برنامه و پادکست را به‌دنبال داشت. در ۲۹ نوامبر ۲۰۲۰، او نخستین سلبریتی شد که برندهٔ جایزه اصلی ۱٬۰۰۰٬۰۰۰ دلاری را بابت بنیاد خیریه خود شد، و چهاردهمین برنده کلی ۱ میلیون دلاری در برنامه چه کسی می‌خواهد میلیونر شود بود. او مالک چندین رستوران در کشورهای مختلف جهان است و جوایز متعددی بابت آشپزی و رستورانهایش ربوده‌است. نام او در سال ۲۰۱۰ در فهرست تایم ۱۰۰ قرار گرفت.